# 波呂德克特斯

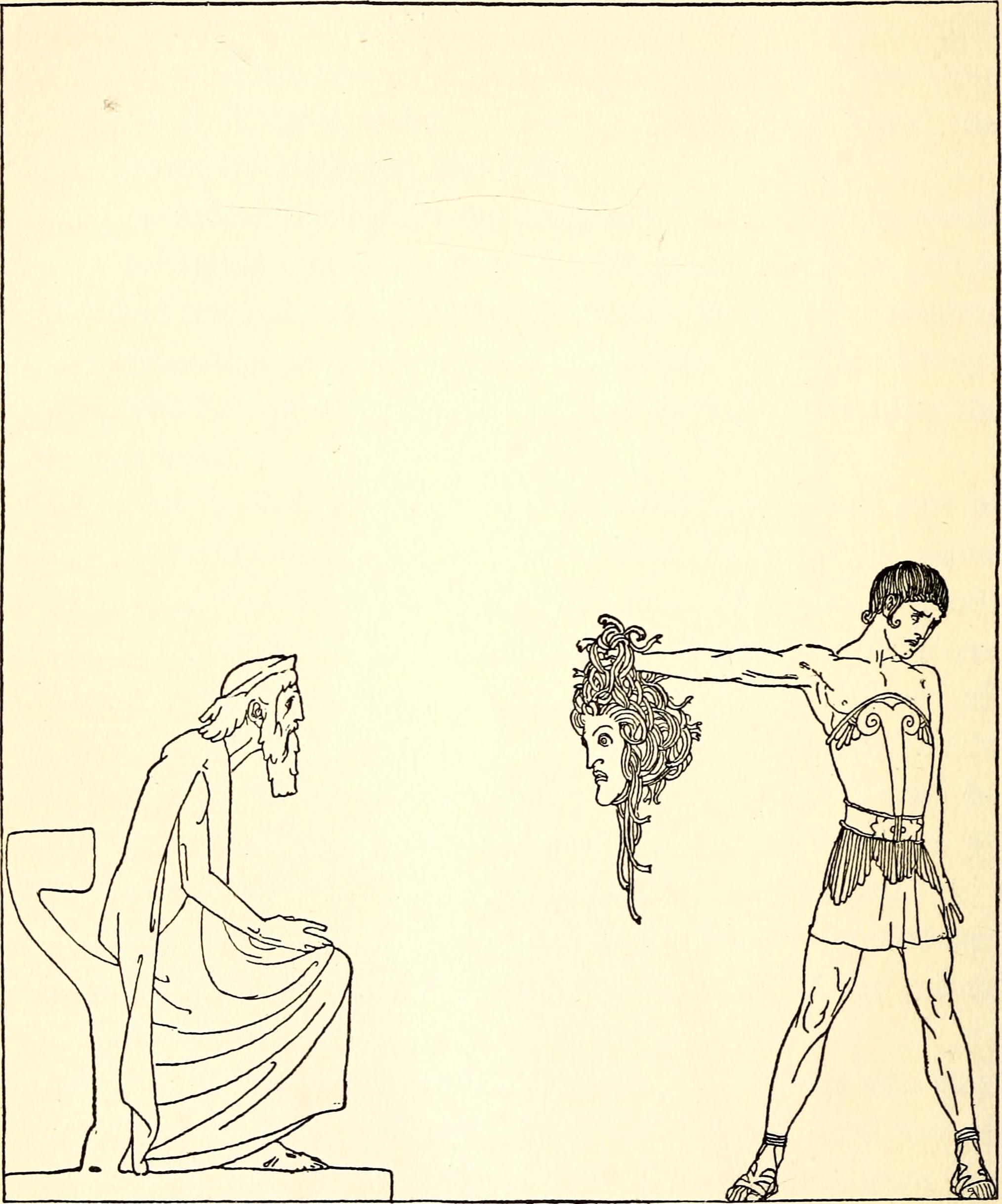
珀耳修斯将波呂德克特斯变成石头

在希腊神话中，波呂德克特斯国王 （Polydectes /ˌpɒlɪˈdɛktiːz/ 古希臘語：  ) 是塞里福斯岛的统治者。

## 家庭背景
波呂德克特斯的父母亲可能是马格尼斯和一個那伊阿得斯 或Peristhenes和Androthoe，或波塞冬和Cerebia。 根据书库和约翰策策斯的叙述，波呂德克特斯是珀耳修斯神话中的其中一个人物。  他是渔夫狄克堤斯的哥哥，后者继承了他的王位。

## 神话
波呂德克特斯爱上了他的弟弟，狄克堤斯，救下的达娜厄 （见： Acrisius ）。珀耳修斯，达娜厄的儿子，非常维护他的母亲，不允许波吕德克特斯靠近她。因此，波呂德克特斯策划了一个阴谋欲除掉珀耳修斯。他假装要娶喜波妲蜜亚，并命令塞里福斯的每个人都必须为他准备合适的礼物。珀耳修斯没有合适的礼物，因此波吕德克特斯宣布他要戈尔工美杜莎的头颅，因为珀耳修斯曾夸口能胜任艰巨的任务，比如取得戈尔工的头颅。珀耳修斯同意后，波吕德克特斯提出，如果任务失败，他不能回到岛上。相传珀尔耳修斯以盾牌作为镜子避免直视美杜莎，成功杀死美杜莎。
当珀耳修斯带着戈尔工的头颅回到塞里福斯时，发现在他离开的期间，达娜厄受到波吕德克特斯的威胁和虐待，不得以之下到神殿寻求庇护。在大怒下，珀耳修斯到波吕德克特斯和贵族们正在开会的王座室。波呂德克特斯惊讶珀耳修斯还活着，并拒绝相信珀耳修斯完成他派下的任务。珀耳修斯声称他已杀死戈尔工美杜莎。作为证据，他展示了美杜莎被砍下的头颅。当波呂德克特斯和贵族们凝视戈尔工的头颅时，他们变成了石头。  根据许癸努斯记录的版本，波呂德克特斯对珀耳修斯的勇气有所惧畏，试图奸诈地杀死珀耳修斯。但珀耳修斯适时将戈尔工的头颅展示在他面前。 珀尔修斯后来将塞里福斯王国交给了狄克堤斯。
在许癸努斯之后的另一个版本中，狄克堤斯将达娜厄献给波呂德克特斯成为他的妻子。珀尔修斯则在雅典娜的神庙中长大。波呂德克特斯不但没有虐待珀耳修斯和达娜厄，甚至保护他们免受于阿克里修斯的伤害，因为后者发现他们幸存下来并去到塞里福斯要杀死他们。珀耳修斯最终发誓永远不会杀害他的祖父。但在波吕德克特斯的葬礼上，珀尔修斯参加一个丢铁饼游戏。过程中铁饼不小心击中了阿克里修斯，导致阿克里修斯死亡。  